# Fargo (Dakota du Nord)
Pour les articles homonymes, voir Fargo.
Fargo (en anglais [ˈfɑɹ.ɡoʊ) est une ville américaine située dans l'État du Dakota du Nord. Avec 124 662 habitants selon les estimations de 2019, il s'agit de la ville la plus peuplée de l'État, bien qu'elle n'en soit pas la capitale, qui est Bismarck.
Siège du comté de Cass, Fargo est située au sud-est de l'État, sur la rivière Rouge du Nord, marquant la frontière avec le Minnesota. Elle est proche de West Fargo (Dakota du Nord) et de Moorhead (Minnesota). En 2017, la conurbation s'étendant jusqu'à Wahpeton à l'ouest compte 264 031 habitants.

## Histoire
Fondée en 1871 sous le nom de Centralia, la ville est renommée en hommage à William Fargo (1818-1881), cofondateur avec Henry Wells de la société Wells Fargo.

## Démographie
| Groupe            | Fargo | Dakota du Nord | États-Unis |
| ----------------- | ----- | -------------- | ---------- |
| Blancs            | 90,2  | 90,0           | 72,4       |
| Asiatiques        | 3,0   | 1,0            | 4,8        |
| Afro-Américains   | 2,7   | 1,2            | 12,6       |
| Métis             | 2,1   | 1,8            | 2,9        |
| Amérindiens       | 1,4   | 5,4            | 0,9        |
| Autres            | 0,7   | 0,5            | 6,2        |
| Total             | 100   | 100            | 100        |
|                   |       |                |            |
| Latino-Américains | 2,2   | 2,0            | 16,7       |

| 1880  | 1890  | 1900  | 1910   | 1920   | 1930   |
| ----- | ----- | ----- | ------ | ------ | ------ |
| 2 693 | 5 664 | 9 589 | 14 331 | 21 961 | 28 619 |

| 1940   | 1950   | 1960   | 1970   | 1980   | 1990   |
| ------ | ------ | ------ | ------ | ------ | ------ |
| 32 580 | 38 256 | 46 662 | 53 365 | 61 383 | 74 111 |

| 2000   | 2010    | - | - | - | - |
| ------ | ------- | - | - | - | - |
| 90 599 | 105 549 | - | - | - | - |

Selon l’American Community Survey, pour la période 2011-2015, 90,83 % de la population âgée de plus de 5 ans déclare parler l'anglais à la maison, 1,57 % déclare parler une langue africaine, 1,39 % l'espagnol, 1,05 % le serbo-croate 0,65 % une langue chinoise, 0,55 % l'arabe et 3,95 % une autre langue.

## Monuments et sites particuliers
- Le mât de KVLY-TV, qui culmine depuis sa construction en 1963 à 629 m de hauteur, est en 2013 la troisième plus haute construction au monde.
- La statue en bronze de Rollon par Arsène Letellier.
- Le Fargo Theater.
- Cathédrale Sainte-Marie (catholique), construite en 1899, siège du diocèse de Fargo érigé en 1889.

## Transports
Fargo est desservie par l'aéroport international Hector (code AITA : FAR, code OACI : KFAR, code FAA : FAR).

## Presse
Le journal local est The Forum of Fargo-Moorhead.

## Jumelages
- Hamar (Norvège)
- Vimmerby (Suède)

## Personnalités liées à la ville
- Jocelyn Burdick (1922-2019), femme politique

## Anecdotes
- La ville de Fargo est devenue célèbre grâce au film Fargo de Joel et Ethan Coen. Son image est depuis associée à la dureté du climat hivernal, au blizzard et à la neige.
- Le film Kumiko, the Treasure Hunter (2014) de David Zellner raconte l'histoire d'une Japonaise qui se rend dans la ville de Fargo afin de trouver l'argent de la rançon du film de Joel et Ethan Coen.
- Le 6 novembre 2018, par reférendum, la ville a adopté l'usage du vote par approbation pour ses élections officielles. C'est la première fois que cette méthode de vote est officiellement adoptée comme règle pour des élections ou consultations au suffrage universel[9].
- La ville apparaît dans le jeu vidéo Grand Theft Auto V sous le nom de Ludendorff. Cependant, elle n'est accessible que dans deux missions du jeu.

## Galerie

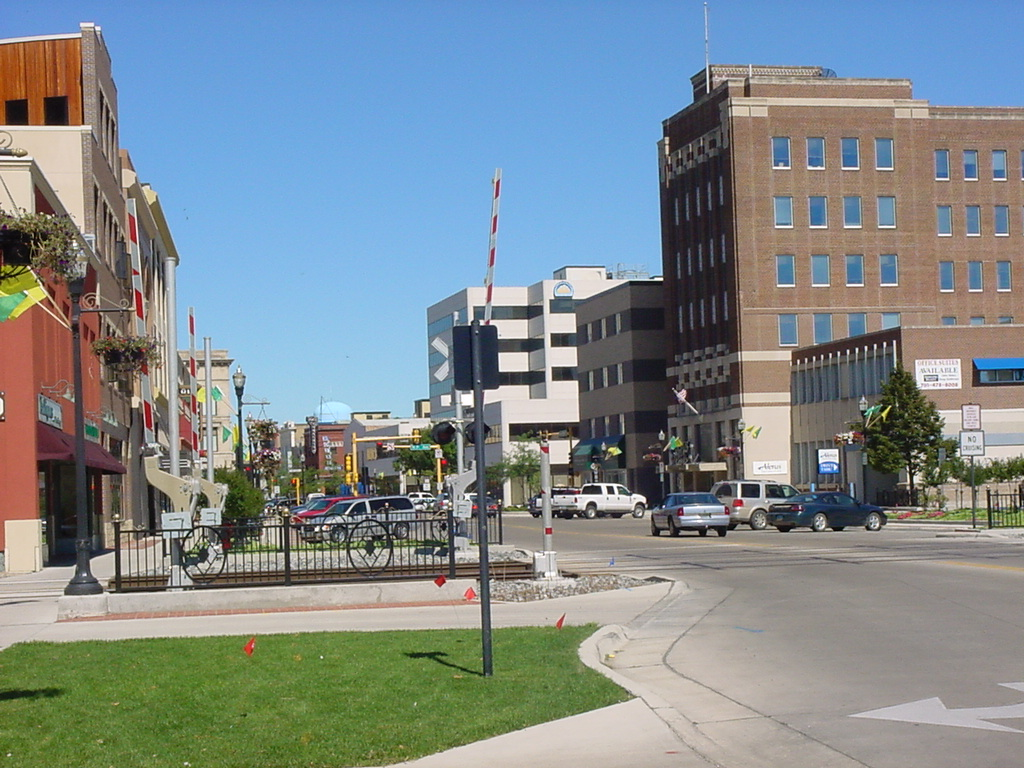
Centre-ville de Fargo.
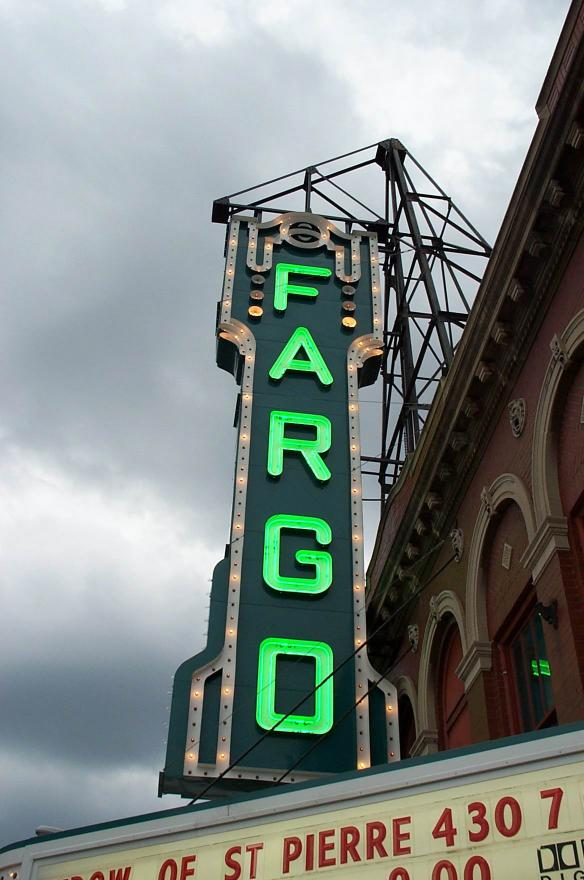
Le Fargo Theater.
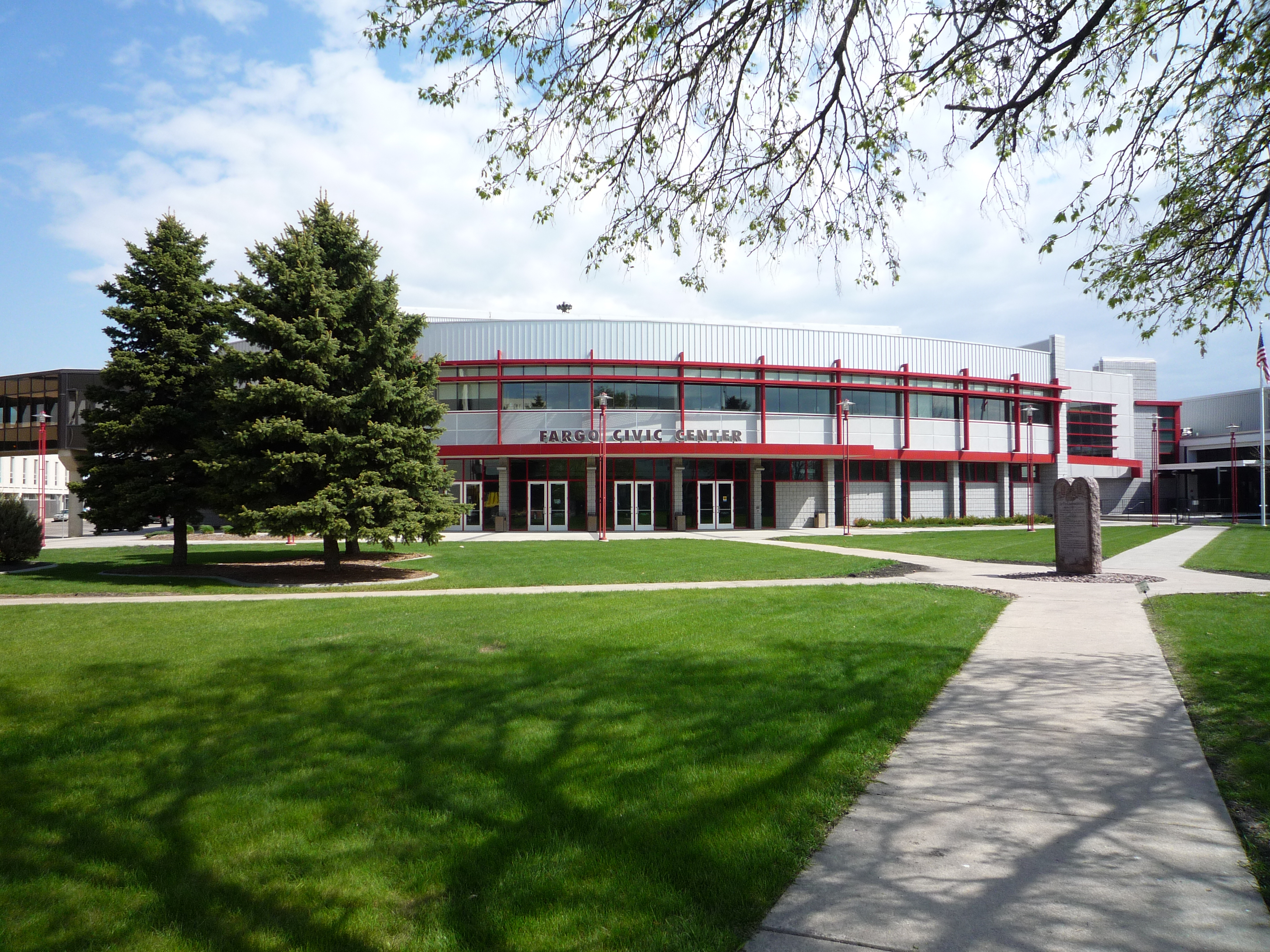
Civic Center.
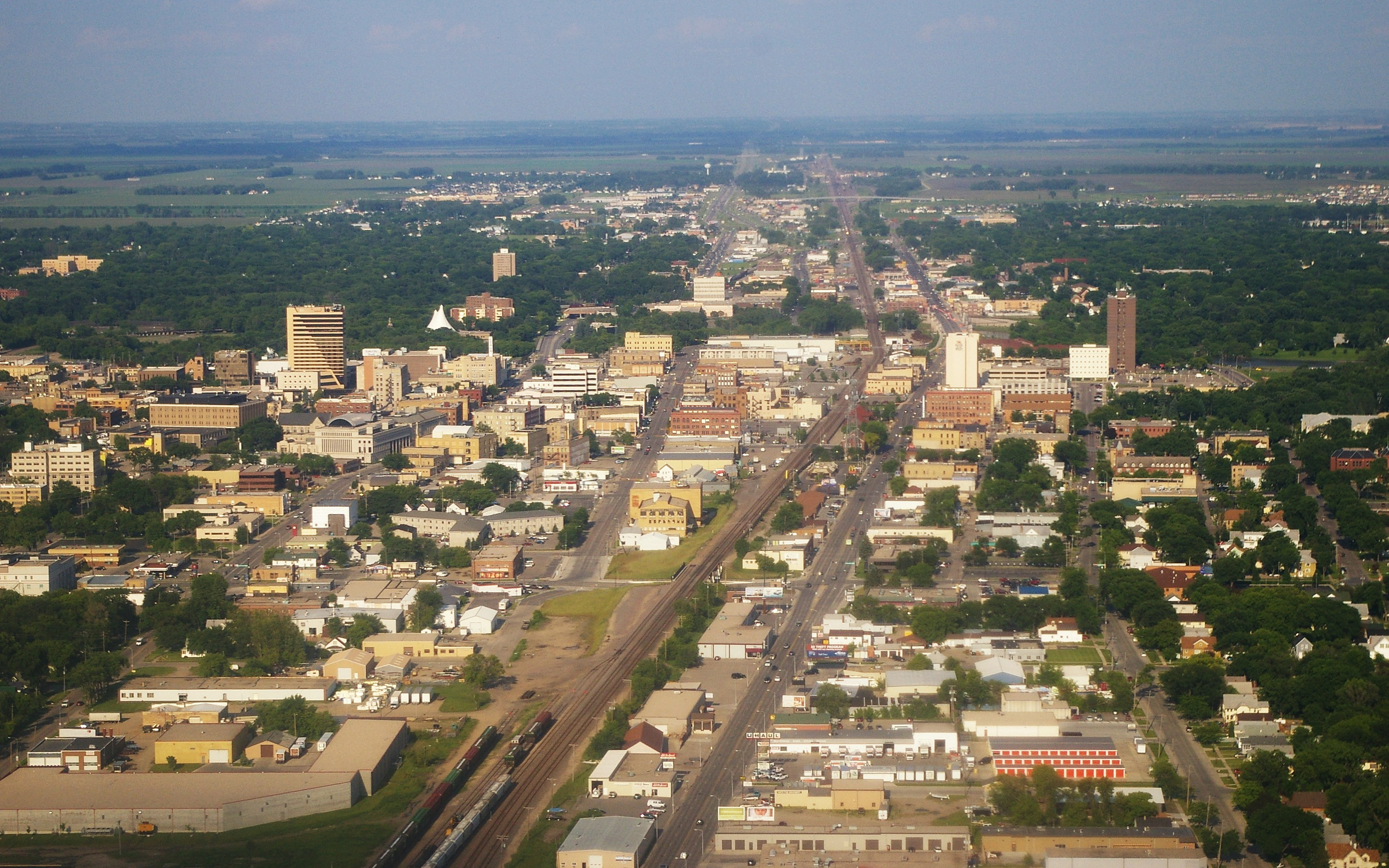
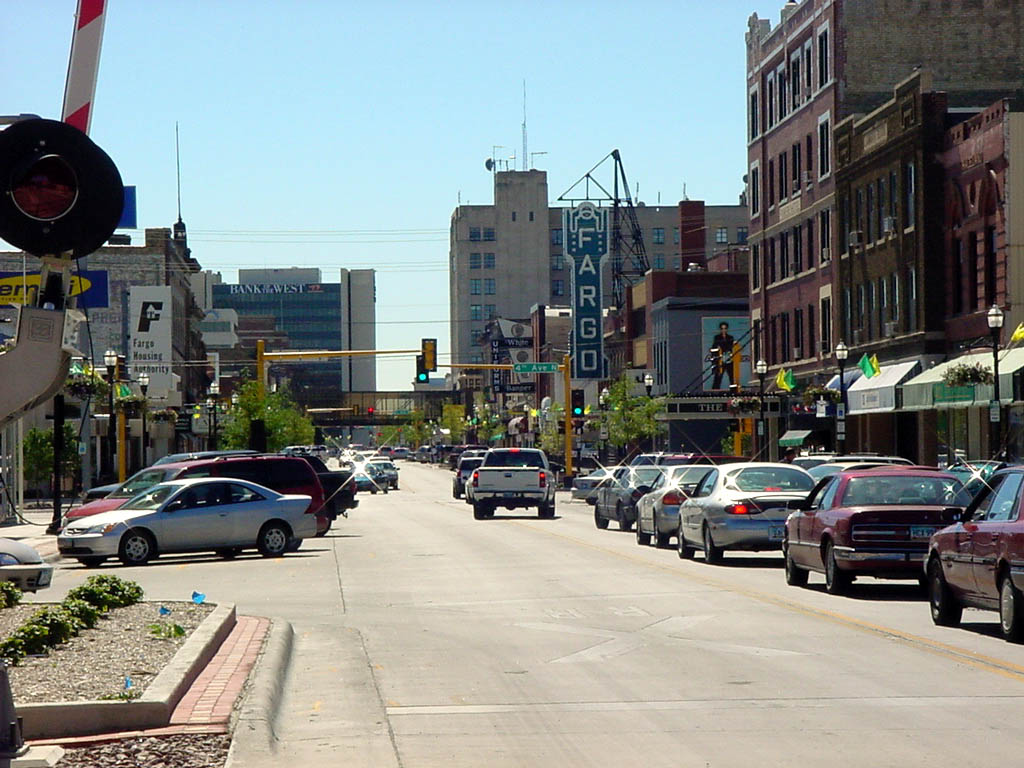